# Akcja „Burza” w Okręgach Wilno i Nowogródek Armii Krajowej

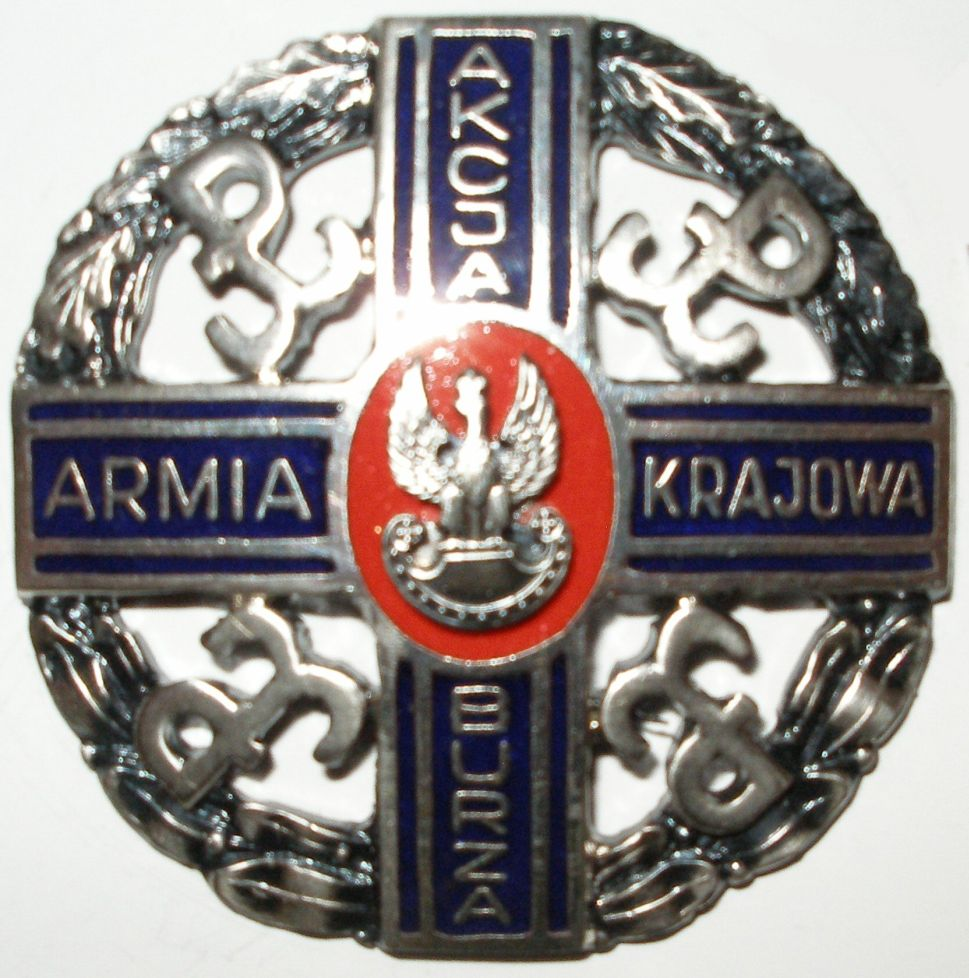
Odznaka AK przyznawana za udział w akcji „Burza”

Akcja „Burza” w Okręgach Wilno i Nowogródek AK – część akcji wojskowej zorganizowanej i podjęta przez oddziały Armii Krajowej przeciw wojskom niemieckim, w końcowej fazie okupacji niemieckiej, bezpośrednio przed wkroczeniem Armii Czerwonej, prowadzona w granicach II Rzeczypospolitej.
W maju 1944 Komenda Główna AK, po doświadczeniach przebiegu „Burzy” na Wołyniu zdecydowała się na opanowanie Wilna by zaakcentować polskość kresów wschodnich.
Na początku czerwca połączono okręgi wileński i nowogródzki. Komendantem nowego okręgu został ppłk Aleksander Krzyżanowski – „Wilk”.
Pod koniec czerwca został opracowany i zatwierdzony plan akcji na Wilno oznaczony kryptonimem „Ostra Brama”. Zakładał on uderzenie z zewnątrz na miasto tworzonymi pięcioma zgrupowaniami oddziałów okręgu wileńskiego i nowogródzkiego, wsparte od wewnątrz działaniami garnizonu miejskiego AK.

## Dowództwo Oddziałów Partyzanckich
6 czerwca 1944 oficjalnie ujawnione zostało Dowództwo Oddziałów Partyzanckich Okręgu Wileńskiego. Stacjonowało w Dziewieniszkach, a jego zadaniem była koordynacja działań bojowych oddziałów w polu. Osłonę dawały 8 Brygada Partyzancka i OR KO por. „Groma”. W Dziewieniszkach zainstalowała się drukarnia polowa i część BiP. Rozpoczęto wydawanie „Biuletynu Nadzwyczajnego”, „Pobudki” i „Z Pola Walki”. Nadawano komunikaty radiowe. Drukowano rozkazy, przepustki i legitymacje.

### Obsada personalna
- Dowódca – ppłk Aleksander Krzyżanowski „Wilk”
- Szef sztabu – mjr dypl. Teodor Cetys „Sław”
- Szef oddziału I – kpt. Zbigniew Brodzikowski „Rarańcza”
- Szef oddziału II – por. Józef Ciecierski „Rokita”
- Szef oddziału III – ppłk Zygmunt Blumski „Strychański”
- Szef oddziału IV – mjr Kazimierz Radzikowski „Robur”
- Szef oddziału V – kpt. Stefan Czemik „Orwat”
- Szef oddziału VI – por. Antoni Snarski „Solny”
- Szef saperów – kpt. Michał Kwakszyc „Kowal”,
- Szef służby sanitarnej – por. dr Michał Reicher „ Sosna”[1].

Dowództwu Oddziałów Partyzanckich bezpośrednio podlegały:
- Oddział Rozpoznawczy KO por. Władysława Kitowskiego „Groma” w sile 120 ludzi,
- Oddział Dyspozycyjny Kedywu („pluton S”) por. Floriana Perepeczki „Promienia” w sile 80 ludzi
- kompania osłony sztabu por. Piotra Górskiego „Ziemowita” w sile 100 ludzi[2]

## Walki w ramach „Burzy”

### Na Nowogródczyźnie
Równolegle z przygotowaniami do akcji „Ostra Brama” już od 1 lipca rozpoczęły się walki w ramach „Burzy”. Inspektorat rejonowy Baranowicze, wyłączony z akcji „Ostra Brama”, od 2 lipca wykonywał „Burzę” w obwodach Baranowicze, Nieśwież i Słonim. Jego dwa bataliony 78 pp por. Józefa Wierzbickiego – „Józefa” i por. Stanisława Wintera „Stanleya” wysadziły most na rzece Iszka i walczyły koło Nowej Myszy. Jedna z kompanii wkroczyła do Klecka. 4 batalion 77 pp, 2 szwadron 26 puł i kompania lotnicza wyruszyły 5 lipca z Bielicy nad Niemnem. Przy przekraczaniu szosy Lida–Grodno rozbiły kolumnę niemiecką, następne walczyły koło Żyrmun z niemiecką kompanią piechoty. Jedna z grup batalionu koło Śliżun stoczyła bój spotkaniowy z oddziałami ROA.
8 batalion 77 pp por. Józefa Zwinogrodzkiego „Turkucia” w Dokudowie stoczył ciężki bój z batalionem niemieckim. W ramach operacji „Ostra Brama” utrzymywał on dwie przeprawy na Niemnie. Straty niemieckie szacowano na kilkudziesięciu zabitych. Po stronie polskiej zginęło 8, a 10 zostało rannych. 5 lipca batalion przegrupował się pod Wilno.

### Na Wileńszczyźnie
12 Oszmiańska Brygada AK por. Hieronima Romanowskiego „Cerbera” walczyła z Niemcami koło Szyłowicz, Wierebuszek na drodze Boruny–Holszany. 13 Mołodecka Brygada AK por. Adama Walczaka „Nietoperza” zlikwidowała posterunki policji w Bienicy i Markowie, uderzyła na posterunki wojskowe w Sakowicach i w Listopadach. Zgrupowanie nr 2 Okręgu Wilno AK mjr. „Węgielnego” operowało na drogach Podbrodzie – Święciany i Kiemieliszki – Podgrodzie oraz na linii kolejowej Podbrodzie – Postawy. 24 Brygada AK „Dryświaty” por. Kazimierza Krauzego ps. „Wawrzecki” opanowała 8 lipca Opsę.
6 lipca nie wszystkie oddziały partyzanckie stały na podstawach wyjściowych do uderzenia na Wilno. Ale i one nadal walczyły z Niemcami.
12 Brygadę rozkaz do udziału w operacji „Ostra Brama” zastał w okolicach Holszan. Zgodnie z rozkazem miała opanować lotnisko na Porubanku. Podczas przekraczania drogi Boruny–Holszany związała się walką z Niemcami. Straty własne: 1 zabity, 2 zaginionych i 4 rannych. Do Szwajcar dotarła rankiem 7 lipca. Ochraniała szpital polowy 3 czołówki sanitarnej.
7 lipca pod Szwajcarami 6 Wileńska Brygada AK mjr. Leona Koplewskiego – „Konara” wspólnie z 12 Brygadą uwolniły około 4 tysięcy jeńców z obozu w Mińsku maszerujących pod konwojem na zachód. W Puszczy Rudnickiej znajdowały się oddziały Zgrupowania nr 4 „Południe”. 7 Wileńska Brygada AK por. Wilhelma Tupikowskiego – „Wilhelma”, 2 batalion 77 pp por. „Krysi” i 7 batalion 77 pp por. „Ostoi” rozbroiły kilka niemieckich pododdziałów. Walczono pod Chazbiejowicami, Rakliszkami i Ejszyszkami.
6 Brygada stacjonowała na południowym skraju Puszczy Rudnickiej w gotowości bojowej do wykonania akcji „Roma”. Jedynie jej 3 kompania „Ziemowita” odeszła do ochrony sztabu polowego Okręgu Wileńsko-Nowogródzkiego.
Rozkaz z 3 lipca nakazywał brygadzie opuszczenie rejonu Orany–Ejszyszki i do wieczora 7 lipca ześrodkowanie się pod Wilnem. Tu miała być w gotowości do działania jako odwód dowództwa, zająć pozycje na Trakcie Czarnym i osłaniać nacierające oddziały od wschodu.
5 Brygadę mjr. Zygmunta Szendzielarza-„Łupaszki” przewidywano jako trzon Zgrupowania nr 5 „Zachód” odeszła spod Wilna.
Zgrupowanie nr 2 „Północ” mjr. „Węgielnego” operujące na północny wschód od Wilna współdziałano taktycznie z 277 Dywizją gen. Gładyszewa. Walczono w okolicach Mejszagoły, Gładkiszek i Suderwy. Pod Gładkiszkami zdobyto baterię dział, a później wspólnie z sowietami wyparto przeciwnika z Mejszagoły. 13 lipca w rejonie Krawczuny – Nowosiółki prowadzono krwawe walki z grupą gen. Stahela, która przebijała się z Wilna i oddziałami ppłk. Tolsdorfa. Nieprzyjaciel poniósł poważne straty. Po stronie polskiej poległo ponad 100 partyzantów.

## Epilog

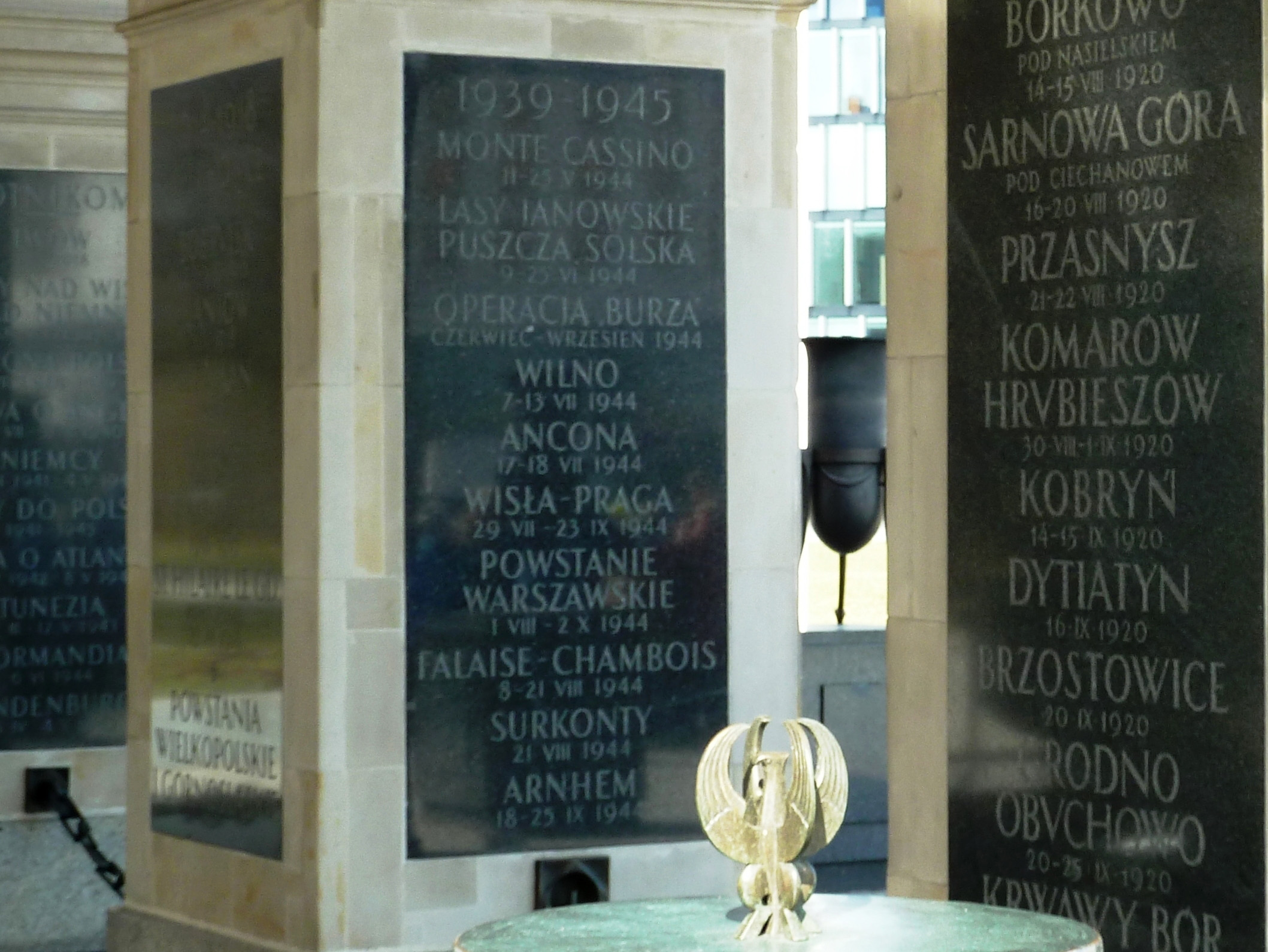
Grób Nieznanego Żołnierza w Warszawie - na kolumnie z lewej napisy OPERACJA „BURZA” czerwiec - wrzesień 1944, WILNO 7-13·VII·1944

Na mocy porozumienia ppłk „Wilka” z dowódcą 3 Frontu Białoruskiego gen. Iwanem Czerniachowskim, oddziały AK skoncentrowały się w rejonie Turgiele, Taboryszki i Wołkorabiszki. Celem „Wilka” było odtworzyć 19 Dywizję Piechoty, Wileńską Brygadę Kawalerii i batalion pancerno-motorowy. Przeformowane wojska miały walczyć z Niemcami i być operacyjnie podporządkowane dowództwu Armii Czerwonej. Wspólne ustalenia obowiązywały przez dwa dni. 17 lipca w Boguszach podstępnie aresztowano kierowniczą kadrę okręgu. Zdezorientowane oddziały wileńskie i nowogródzkie, będące w marszu do Puszczy Rudnickiej, zostały otoczone i rozbrojone przez sowiecki 86 pułk wojsk pogranicznych. Około 4 tysięcy partyzantów trafiło do obozu przejściowego w Miednikach Królewskich, a stamtąd zostali wywiezieni do Kaługi i jako obywatele sowieccy wcieleni do 361 zapasowego pułku piechoty.
Ostatnim tragicznym finałem Operacji Wileńskiej było rozbicie przez oddziały 6 i 10 Dywizji NKWD oddziałów partyzanckich pod Borowem, Poddubiczami, Surkontami, Klukowiczarni i Kołodziszkami. 21 sierpnia pod Surkontami w walce z batalionem 32 zmotoryzowanego pułku piechoty NKWD poległ komendant okręgu nowogródzkiego ppłk „Kotwicz” i 36 partyzantów. Powstające i reorganizujące się oddziały samoobrony AK walczyły jeszcze na Wileńszczyźnie przez kilka miesięcy.